# Nicodème Ier de Jérusalem
Pour les articles homonymes, voir Nicodème (homonymie).
Nicodème Ier (en grec Nικόδημος A', né le 30 novembre 1828 à Constantinople - mort le 18 février 1910 à Halki) fut patriarche orthodoxe de Jérusalem du 16 août 1883 au 11 août 1890.